# 艾利恩·史杜恩洛夫
艾利恩·史杜恩洛夫（Ilian Stoyanov，1977年1月20日—），是保加利亞的足球運動員，司職後衛。
史杜恩洛夫代表過國家隊出席2004年歐洲國家盃，外圍賽以小組第一出線，但在十六賽分組賽排榜尾出局。
1995年，他在索菲亞中央陸軍展開他的職業足球生涯。
2005年，他加盟日本球會千葉市原，過著非常成功的一季，替球隊奪得史上第一次的聯賽盃，2006年亦成功衛冕，但因批評領隊奧禪在2007年7月被炒，2007年8月12日，他與廣島三箭簽約，他未有協助球隊成功護級，但他替球隊奪走天皇盃及日本超級盃。

## 榮譽
- 日本聯賽盃 - 2005, 2006
- J. League最佳十一人 - 2005
- 日本超級盃 - 2008
- J. League 第二級別 - 2008

## 個人生活
- 他和保加利亞相撲手琴欧洲勝紀份屬朋友。

## 外部連結
- National Football Teams